# 扎拉韋
49°15′24″N 25°41′55″E / 49.25667°N 25.69861°E
扎拉韋（烏克蘭語：Залав'є），是烏克蘭的村落，位於該國西部捷爾諾波爾州，由捷尔诺波尔区負責管轄，處於塞雷特河畔，始建於1423年，面積1.28平方公里，2001年人口545。